# Mystus falcarius
Mystus falcarius és una espècie de peix de la família dels bàgrids i de l'ordre dels siluriformes.

## Morfologia
Els mascles poden assolir els 19 cm de longitud total.

## Distribució geogràfica
Es troba a Àsia: conques dels rius Irrawaddy i Salween.